# Remetekertváros
Remetekertváros ([ˈɾɛmɛtɛkɛɾtvaːɾoʃ]) est un quartier de Budapest situé dans le 2e arrondissement. 